# Henry Sewell
Henry Sewell (Newport, 7 september 1807 – Cambridge, 14 mei 1879) was een Nieuw-Zeelands politicus. Sewell was in de 19e eeuw een groot voorstander voor een eigen regering binnen zijn land, dat destijds gekoloniseerd was door het Verenigd Koninkrijk. Hij wordt algemeen aanvaard als allereerste premier van Nieuw-Zeeland, hoewel hij deze positie slechts dertien dagen in zijn bezit had. 
Sewell was van rijke afkomst maar na het overlijden van zijn vader en vrouw gaf hij het hoederecht van zijn zes kinderen over aan zijn zus, die samen met hun moeder verhuisde naar Engeland, op zoek naar een betere financiële toekomst. Met zijn nieuwe vrouw trok hij zelf opnieuw naar Nieuw-Zeeland, in de hoop op een financiële balans in de kolonie. Rond circa 1854 bracht Sewell zelf financieel evenwicht in het land. Deze financiële kennis bracht hem uiteindelijk een groot voordeel op bij de eerste parlementsverkiezingen. Bij de inrichting van een onafhankelijk parlement voor de kolonie werd Sewell dus ook aangesteld als premier. Zijn politieke standpunten deden hem echter zijn positie verliezen waarna hij terug naar Engeland trok. Tot en met 1873 bleef Sewell, vaak in de achtergrond, politiek actief. Hij overleed zes jaar later. 